# Čestmír Kožíšek
Čestmír Kožíšek (* 9. November 1991 in Jilemnice) ist ein ehemaliger tschechischer Skispringer.

## Werdegang
Kožíšek wurde 2006 in den Nationalkader aufgenommen und startete am 14. Januar 2006 erstmals im FIS Cup in Harrachov. Bei den Junioren-Weltmeisterschaften 2007 im italienischen Tarvisio wurde er mit dem Team auf der Normalschanze Siebenter. Nach weiteren Springen im FIS Cup, startete er am 27. Dezember 2007 erstmals in Engelberg im Continental Cup. Bei den Junioren-Weltmeisterschaften 2008 im polnischen Zakopane sprang er im Gegensatz zu 2007 nicht mehr im Teamspringen. Im Einzel von der Normalschanze erreichte er den 18. Platz. Es folgte ein weiteres Jahr im Continental Cup, wo er mit Platz 8 am 28. Dezember 2008 in Engelberg sein bis dahin bestes Einzelergebnis erreichte. Am 23. Januar 2009 sprang er erstmals im A-Nationalkader in Whistler die Qualifikation für ein Weltcup-Springen mit und konnte sich überraschend als 37. qualifizieren. Beim Springen am folgenden Tag schied er nach Platz 43 im ersten Durchgang aus. Das zweite Springen beendete er auf Platz 44. Bei den Junioren-Weltmeisterschaften 2009 im slowakischen Štrbské Pleso erreichte er auf der Normalschanze den 5. Platz und im Teamspringen den 8. Platz. Beim Skifliegen in Oberstdorf am 14. Februar 2009 stand er erneut im A-Kader und erreichte, nachdem er in der Qualifikation auf den 11. Platz sprang, im Finalspringen den 39. Platz. Dies war bis dahin sein bestes Einzelergebnis im Weltcup. Im Teamwettbewerb wurde er gemeinsam mit Borek Sedlák, Jan Matura und Lukáš Hlava am Ende Siebenter. Bei den Nordische Junioren-Skiweltmeisterschaften 2010 in Hinterzarten wurde er Neunter mit der Mannschaft und 36. im Einzelwettbewerb. Ein Jahr später erreichte er bei seinen altersbedingt letzten Junioren-Weltmeisterschaften im estnischen Otepää erreichte er im Einzel von der Normalschanze den 29. Platz und mit der tschechischen Mannschaft den achten Platz im Teamspringen.
Am 20. Januar 2013 ersprang sich Kožíšek im österreichischen Bischofshofen mit Platz drei seine erste Podiumsplatzierung im Continental Cup. Eine Woche später erreichte er in Vikersund mit dem 23. Platz im Skifliegen seine ersten Weltcuppunkte. Bis zum Ende der Saison erreichte er noch mehrmals den Finaldurchgang, allerdings nur bei Skiflug-Wettbewerben. Bei der Winter-Universiade 2013 im italienischen Trentino, deren Skisprungwettbewerbe in Predazzo stattfanden, belegte er mit seiner Landsfrau Michaela Doleželová den vierten Platz im Mixed-Wettbewerb. In den Einzelwettbewerben wurde er Sechster von der Groß- und Achter von der Normalschanze.
Im Sommer 2013 erreichte er zwei weitere Podiumsplatzierungen im Continental Cup in Kranj und Kuopio. Danach landete er am 23. August 2013 als Dritter zum ersten Mal auf dem Podest eines Grand-Prix-Springens. Im Verlauf des weiteren Sommer-Grand-Prix folgten vier weitere Top-Ten-Platzierungen. Er beendete die Sommersaison 2013 als Sechster sowohl der Grand-Prix-Gesamtwertung als auch der Sommer-COC-Wertung. In der darauffolgenden Weltcup-Saison kam er dennoch nicht über Platz 32 am Kulm hinaus und blieb deshalb ohne Weltcuppunkt. Auch in der Weltcup-Saison 2014/15 gelang es ihm nicht, unter die besten 30 zu springen. Er hatte nur einen Weltcupstart, bei dem er in Vikersund 38. wurde. Ansonsten scheiterte er in der Qualifikation oder ging im COC an den Start. Bei der Winter-Universiade 2015 im slowakischen Štrbské Pleso wurde er 17. im Einzel.
Die Saison 2015/16 verlief für Kožíšek wieder etwas erfolgreicher. Er nahm wieder mehrmals an Weltcupspringen teil, darunter auch drei Einsätze mit der tschechischen Mannschaft. Bei den Einzelspringen erreichte er dreimal die besten 30 und sammelte insgesamt sieben Weltcuppunkte. Nach einigen Einsätzen im Sommer-Grand-Prix 2016, den er als 64. der Gesamtwertung beendete, hatte er im darauffolgenden Winter keinen Einsatz im Weltcup bzw. in der Qualifikation dafür. Anstatt dessen startete er im Continental Cup mit einem elften Rang im März 2017 als bestes Ergebnis. Bei der Winter-Universiade 2017 gewann er am 4. Februar 2017 mit seiner Landsfrau Marta Křepelková die Silbermedaille im Mixed-Wettbewerb hinter dem ersten und vor dem zweiten japanischen Team und wurde im Einzelwettbewerb Sechster.
In der Saison 2017/18 pendelte er zwischen Weltcup und COC. Dabei erreichte er am 10. Januar 2018 als Dritter seinen vierten COC-Podestplatz seiner Karriere, als der vorherige etwa viereinhalb Jahre zurücklag. Im Februar 2018 nahm er in Pyeongchang zum ersten Mal an den Olympischen Winterspielen teil. Im Einzelwettbewerb von der Normalschanze scheiterte er als 54. in der Qualifikation, im Einzelwettbewerb von der Großschanze wurde er 28. Im Mannschaftswettbewerb auf der Großschanze verpasste er mit der tschechischen Mannschaft, die den zehnten Rang belegte, den Finaldurchgang.
Bei den Weltmeisterschaften 2019 in Seefeld in Tirol wurde er 34. von der Groß- und 39. von der Normalschanze. Mit der tschechischen Männermannschaft belegte er Platz acht im Mannschaftswettbewerb.
Im September 2020 wurde Kožíšek in Frenštát pod Radhoštěm tschechischer Meister. Bei den Skiweltmeisterschaften 2021 in Oberstdorf wurde er im Einzelspringen von der Normalschanze 32. und von der Großschanze 36. Er belegte mit den tschechischen Mannschaften von der Großschanze den elften und im Mixed-Teamwettbewerb den achten Platz. Bei den Olympischen Winterspielen 2022 in Peking wurde er mit der tschechischen Mannschaft Siebter im Mixed-Teamwettbewerb und Neunter im Mannschaftsspringen der Herren. In den Einzelwettbewerben wurde er auf der Normalschanze 29. und von der Großschanze 42. Nach dem Ende der damals laufenden Weltcup-Saison ging er nicht mehr international an den Start.

## Statistik

### Weltcup-Platzierungen
| Saison  | Platz | Punkte |
| ------- | ----- | ------ |
| 2012/13 | 47.   | 46     |
| 2015/16 | 65.   | 07     |
| 2017/18 | 48.   | 30     |
| 2018/19 | 61.   | 09     |
| 2020/21 | 74.   | 02     |

### Grand-Prix-Platzierungen
| Saison | Platz | Punkte |
| ------ | ----- | ------ |
| 2013   | 06.   | 273    |
| 2014   | 56.   | 022    |
| 2016   | 64.   | 014    |
| 2018   | 44.   | 037    |
| 2019   | 51.   | 023    |
| 2020   | 20.   | 026    |
| 2021   | 42.   | 043    |